# Langisit
Langisit ist ein sehr selten vorkommendes Mineral aus der Mineralklasse der „Sulfide und Sulfosalze“ mit der idealisierten chemischen Zusammensetzung CoAs und damit chemisch gesehen ein Cobaltarsenid, genauer Cobalt(III)-Arsenid. Als enge Verwandte der Sulfide werden die Arsenide in dieselbe Klasse eingeordnet.
Langisit ist das Nickel-Analogon von Nickelin und kristallisiert wie dieser im hexagonalen Kristallsystem, konnte allerdings bisher nur erzmikroskopisch in Form von unregelmäßigen Körnern und Lamellen in Safflorit gefunden werden. Das Mineral ist in jeder Form undurchsichtig (opak), erscheint im Auflichtmikroskop lederähnlich gelbbraun (englisch buff) mit einem rosa Stich und zeigt auf den Kornoberflächen einen metallischen Glanz.

## Etymologie und Geschichte
Erstmals entdeckt wurde Langisit in der Silber-Mine Langis (47° 45′ N, 80° 15′ W) bei Casey im kanadischen Bundesstaat Ontario. Die Erstbeschreibung erfolgte 1969 durch W. Petruk, D. C. Harris und J. M. Stewart nach Anerkennung durch die International Mineralogical Association (interne Eingangs-Nr. der IMA 1968-023).
Das Typmaterial des Minerals wird in Ottawa in der Mineralogischen Sammlung der Geological Survey of Canada (GSC) unter der Katalog-Nr. 12140/1 (Holotyp) und im „Canada Centre for Mineral and Energy Technology“ (CANMET) unter der Katalog-Nr. 329 (Holotyp) sowie in Toronto im Royal Ontario Museum (ROM) unter der Katalog-Nr. M28883/4 aufbewahrt.

## Klassifikation
Bereits in der veralteten 8. Auflage der Mineralsystematik nach Strunz gehörte der Langisit zur Mineralklasse der „Sulfide und Sulfosalze“ und dort zur Abteilung der „Sulfide mit [dem Stoffmengenverhältnis] M(etall) : S(chwefel)r = 1 : 1“, wo er zusammen mit Achávalit (Achavalit), Breithauptit, Freboldit, Imgreit (diskreditiert), Jaipurit, Kotulskit, Nickelin, Pyrrhotin, Sederholmit, Smythit und Troilit die „NiAs-Reihe“ mit der System-Nr. II/B.09a bildete.
Im Lapis-Mineralienverzeichnis nach Stefan Weiß, das sich aus Rücksicht auf private Sammler und institutionelle Sammlungen noch nach dieser alten Form der Systematik von Karl Hugo Strunz richtet, erhielt das Mineral die System- und Mineral-Nr. II/C.20-10. In der „Lapis-Systematik“ entspricht dies der Abteilung „Sulfide mit [dem Stoffmengenverhältnis] Metall : S,Se,Te ≈ 1 : 1“, wo Langisit zusammen mit Breithauptit, Freboldit, Hexatestibiopanickelit, Kotulskit, Nickelin, Sederholmit, Sorosit, Stumpflit, Sudburyit und Vavřínit sowie im Anhang mit Cherepanovit, Polarit, Ruthenarsenit, Sobolevskit und Wassonit die „Nickelin-Gruppe“ bildet (Stand 2018).
Die seit 2001 gültige und von der IMA zuletzt 2009 aktualisierte 9. Auflage der Strunz’schen Mineralsystematik ordnet den Langisit ebenfalls in die Abteilung der „Metallsulfide, M : S = 1 : 1 (und ähnliche)“ ein. Diese ist allerdings weiter unterteilt nach den in der Verbindung vorherrschenden Metallen, so dass das Mineral entsprechend seiner Zusammensetzung in der Unterabteilung „mit Nickel (Ni), Eisen (Fe), Cobalt (Co) usw.“ zu finden ist, wo es zusammen mit Achávalit, Breithauptit, Hexatestibiopanickelit, Jaipurit, Kotulskit, Nickelin, Freboldit, Sederholmit, Sobolevskit, Stumpflit, Sudburyit, Vavřínit und Zlatogorit die „Nickelingruppe“ mit der System-Nr. 2.CC.05 bildet.
Auch die vorwiegend im englischen Sprachraum gebräuchliche Systematik der Minerale nach Dana ordnet den Langisit in die Klasse der „Sulfide und Sulfosalze“ und dort in die Abteilung der „Sulfidminerale“ ein. Hier ist er in der „Nickelingruppe (Hexagonal: P63/mmc)“ mit der System-Nr. 02.08.11 innerhalb der Unterabteilung der „Sulfide – einschließlich Seleniden und Telluriden – mit der Zusammensetzung AmBnXp, mit (m+n) : p = 1 : 1“ zu finden.

## Chemismus
Der idealen (theoretischen) chemischen Zusammensetzung von Langisit (CoAs) zufolge besteht das Mineral aus Cobalt (Co) und Arsen (As) im Stoffmengenverhältnis von 1 : 1. Dies entspricht einem Massenanteil von 44,03 Gew.-% Co und 55,97 Gew.-% As.
Die Mikrosondenanalyse des Typmaterials aus der Langis-Mine ergab allerdings eine leicht abweichende Zusammensetzung von 35,5 Gew.-% Co und 56,0 Gew.-% As sowie zusätzlich einen Gehalt von 7,0 Gew.-% Nickel (Ni), das einen Teil des Cobalts vertritt (Substitution, Diadochie). Die Analysewerte korrespondieren mit der empirischen Formel (Co0,84Ni0,16)Σ=1,00As1,04. Langisit entspricht daher dem Cobaltendglied der Mischkristallreihe NiAs – Co0,8Ni0,2As1,0 und ist damit das Cobaltanalogon von Nickelin.

## Kristallstruktur
Langisit kristallisiert isotyp mit Nickelin im hexagonalen Kristallsystem in der Raumgruppe P63/mmc (Raumgruppen-Nr. 194) mit den Gitterparametern a = 3,54 Å und c = 5,13 Å sowie zwei Formeleinheiten pro Elementarzelle.

## Modifikationen und Varietäten
Die Verbindung Cobalt(III)-Arsenid (Co) ist dimorph und kommt in der Natur neben dem hexagonal kristallisierenden Langisit noch als orthorhombisch kristallisierender Modderit vor.

## Bildung und Fundorte
Langisit bildet sich in Taschen mit massiven Sulfid-Konzentraten, mineralisierten Verwerfungsrillen und mit Calcit und Quarz zementierten Brekzien. Als Begleitminerale können unter anderem cobalthaltiger Bravoit, Markasit, Maucherit, Parkerit, Pentlandit, Pyrit, Safflorit und Siegenit auftreten.
Seine Typlokalität, die Silber-Mine Langis nahe dem Township Casey, sowie die ebenfalls zur Provinz Ontario gehörenden Cobalterz-Lagerstätten in der Region Cobalt-Gowganda sind die bisher einzigen Fundorte für Langisit in Kanada. Daneben konnte das Mineral nur noch in den Uranlagerstätten der nordböhmischen Region Liberec in Tschechien, in der Apigania Bucht auf der Insel Tinos in Griechenland und in der Littleham Bay bei Budleigh Salterton in der englischen Grafschaft Devon entdeckt werden (Stand 2020).